# Manoscritto trovato in una bottiglia (Yambo)
Manoscritto trovato in una bottiglia è un romanzo di avventura per ragazzi del 1905 scritto e illustrato da Yambo (pseudonimo di Enrico Novelli).

## Storia editoriale
Il romanzo fu pubblicato dall'editore G. Scotti & C. di Roma nel 1905. Una ristampa dal titolo leggermente variato, Il manoscritto trovato in una bottiglia, fu edita dai Fratelli Vallardi a Milano nel 1927.
L'opera è nel pubblico dominio dal 2004.

## Trama
Paolo Roberto Liviani, giovane ingegnere proprietario di una miniera di carbone in difficoltà sull'isola pacifica di San Juan, riceve un telegramma dall'ingegner Saramanda che lo convoca a Maypo (Cile) per discutere di un possibile investimento per modernizzarla. Una tempesta blocca i collegamenti marittimi ma la sera del 22 luglio Liviani scorge segnali luminosi fra un brigantino ancorato al largo e la spiaggia. Seguendo le luci sorprende il minatore Gustavo Fuentes, suo dipendente, intento a scendere da un canotto di ritorno dalla nave. Liviani, dopo averlo accusato di contrabbandare carbone, gli promette il suo perdono in cambio di un passaggio a bordo del brigantino per arrivare in tempo all'appuntamento con Saramanda. Fuentes lo conduce allora a bordo della Vhale, che si rivela essere una nave pirata, e convince il capitano a prendere a bordo Liviani e il suo cane Lampo.
Liviani viene sistemato nella stiva, dove con sorpresa non trova carbone ma solo casse, attrezzi e provviste; quella stessa notte sente anche dei lamenti. Il giorno successivo si accorge che la nave non sta facendo rotta verso il Cile ma in direzione opposta; scopre inoltre che anche Fuentes è rimasto sulla nave, e che a bordo è presente anche Pablito, figlio quindicenne del Governatore di San Juan e protetto di Paolo, rapito da Fuentes. Liviani libera il ragazzo e si asserraglia nella stiva, ma dopo una dura lotta viene sopraffatto dai pirati e da Fuentes, che decidono di liberarsi di lui. Un'epidemia di peste colpisce però l'equipaggio, e Liviani convince i pirati a risparmiarlo offrendosi di aiutarli a guarire grazie alle sue conoscenze di medicina.
Senza alcun farmaco a bordo Liviani non riesce a fermare la malattia, e i marinai continuano a morire uno dopo l'altro. In ultimo muore anche Fuentes, che prima di spirare confessa di aver organizzato il rapimento di Pablo per vendicarsi della madre, di cui era stato innamorato non corrisposto. Liviani, Pablo e Lampo, ormai ultimi superstiti sulla nave e incapaci di governarla perché le vele son state distrutte dalla bufera, vengono trascinati dalla corrente sino a naufragare su una piccola isola rocciosa e coperta di nebbia. Liviani riesce a recuperare dalla Vhale viveri e armi e a costruire una zattera con le assi del ponte, e con Pablo e Lampo si riparano in una grotta. Dalla loro posizione riescono a vedere in lontananza una terra su cui si eleva un vulcano.
Passata la bufera i naufraghi riprendono il mare sulla zattera diretti verso la terra davanti a loro. Anche quest'isola è deserta e abitata solo da pinguini, ma sulla costa trovano una barca baleniera abbandonata, la Clarville del Québec. Dopo una rapida esplorazione dell'isola trovarono anche gli scheletri dei marinai, e il loro diario di bordo che raccontava come fossero stati lasciati sull'isola per sei mesi dai loro compagni che però non erano mai tornati a riprenderli. Per evitare di fare la stessa fine, decidono di riparare la Clarville e mettersi nuovamente in mare dirigendosi verso l'Antartide. Dopo giorni di navigazione, vengono nuovamente colti da una tempesta e fanno naufragio su un'altra isola vulcanica il cui suolo era sorprendentemente tiepido e ricoperto da una foresta di strani alberi con lunghi rami spogli.
Ignorando Lampo, che abbaiava furiosamente agli alberi, Liviani e Pablo decidono di inoltrarsi nella foresta ma una volta all'interno vengono catturati dai rami degli alberi, che erano esseri viventi decisi ad ucciderli. Liviani sviene per poi ritrovarsi sano e salvo all'interno di una capanna. Lui e Pablo erano stati salvati da Ellen e dal suo precettore Dick, anch'essi sopravvissuti a un naufragio mentre erano diretti in Nuova Zelanda. Ellen spiega a Liviani che si trovano al polo antartico, nella Warm-Land, e che quella da cui erano fuggiti era la Living-wood una foresta di alberi antropofagi. Dick, attirato dall'abbaiare di Lampo, era riuscito a raggiungerli e salvarli dando fuoco alle radici degli alberi con del petrolio.
I quattro naufraghi decidono di provare a fuggire, e iniziano la costruzione di una scialuppa con il legno della Darth, la nave su cui avevano viaggiato Dick ed Ellen. Durante la costruzione Lampo viene ucciso dagli alberi-polpo, il che convince Liviani e Dick ad accelerare la costruzione del natante. Al momento del varo però la scialuppa non riesce a salpare, rimanendo misteriosamente bloccata a riva. Mentre cercano di capire cosa li tenga bloccati, si accorgono che gli alberi-polpo stanno scendendo verso la spiaggia per catturarli. Il manoscritto si conclude con Liviani che si lancia in acqua per tentare di liberare la barca, senza chiarire quale sia la sorte del gruppo.

## Edizioni
- Yambo, Manoscritto trovato in una bottiglia, Roma, Scotti, 1905.
- Yambo, Il manoscritto trovato in una bottiglia, Milano, Vallardi, 1927.